# شبرق (كلب)
الشِّبَّرْق هي سلالة صغيرة من الكلاب يُعتقد أنها نشأت في القرن السابع عشر في بلجيكا. ثمة جدل غير رسمي طويل حول ما إذا كان هذا النوع من الكلاب هو كلب إسبتز أم كلب رعاة صغير. يُعدون في وطنهم بلجيكا راعيًا صغيرًا. أظهرت أبحاث الحمض النووي أن الشبرق لها علاقة وثيقة بعائلة سلالات الكلاب إسبتز.

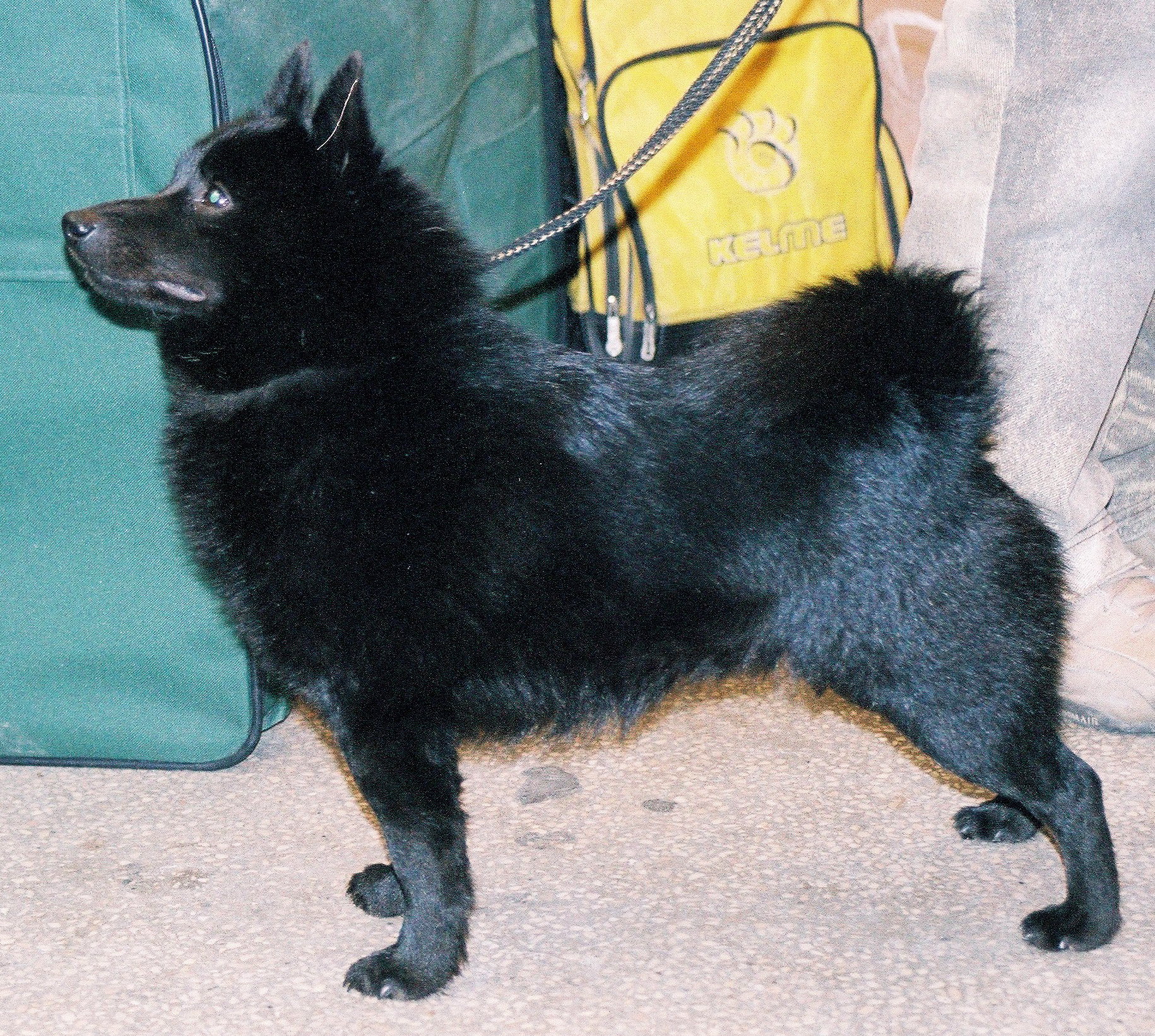
شبرق يُظهر الطوق حول منطقة الرقبة